# 左立梁
左立梁（？—？），男，中国放射医学家，曾任重庆市第三医院副院长，第三届全国人大代表，第五、六届全国政协委员。